# 도자와 마사노부 (1720년)
도자와 마사노부(일본어: 戸沢正諶, 1720년 ~ 1765년 11월 3일)는 일본 에도 시대의 다이묘로, 신조번의 5대 번주이다. 교호 7년(1722년) 7월 11일에 태어났다고도 한다. 다른 이름은 이노 시치로(猪野七郎)이다.
신조 번의 3대 번주 도자와 마사쓰네의 넷째 아들로 태어났다. 겐분 2년(1737년), 아버지가 은거하여 형 마사요시가 번주직을 계승하였고, 이때 형으로부터 영지 7천 석을 분할받아 요리아이슈(寄合衆)의 지위에 올랐다.
엔쿄 2년(1745년) 8월 13일, 형 마사요시의 양자가 되어서 죽은 형의 뒤를 이어 번주가 되었다. 10월 18일에 종5위하, 가즈사노카미에 서임되었다. 호레키 5년(1755년), 적설로 인해 번의 피해가 막대해서, 막부로부터 3천 석을 차용하여 재건 비용으로 사용하였다. 이 때문에 막부로부터 번의 통치가 좋지 않다고 평가받아, 그 처벌로서 장기간 출사하지 못하게 되었다.
호레키 6년(1756년), 영지 내 백성들에게 활기와 희망을 불어넣고 오곡 풍년을 기원하기 위해 신조 성 안의 천만궁 제전을 백성들과 함께 거행하였는데, 이것이 신조 축제의 기원이 되었다. 메이와 2년(1765년)에 46세의 나이로 사망하였다. 맏아들 마사타다가 그 뒤를 이었다.
| 전임 도자와 마사요시 | 제5대 신조번 번주 1745년 ~ 1765년 | 후임 도자와 마사타다 |